# St. Godehard (Amelinghausen)

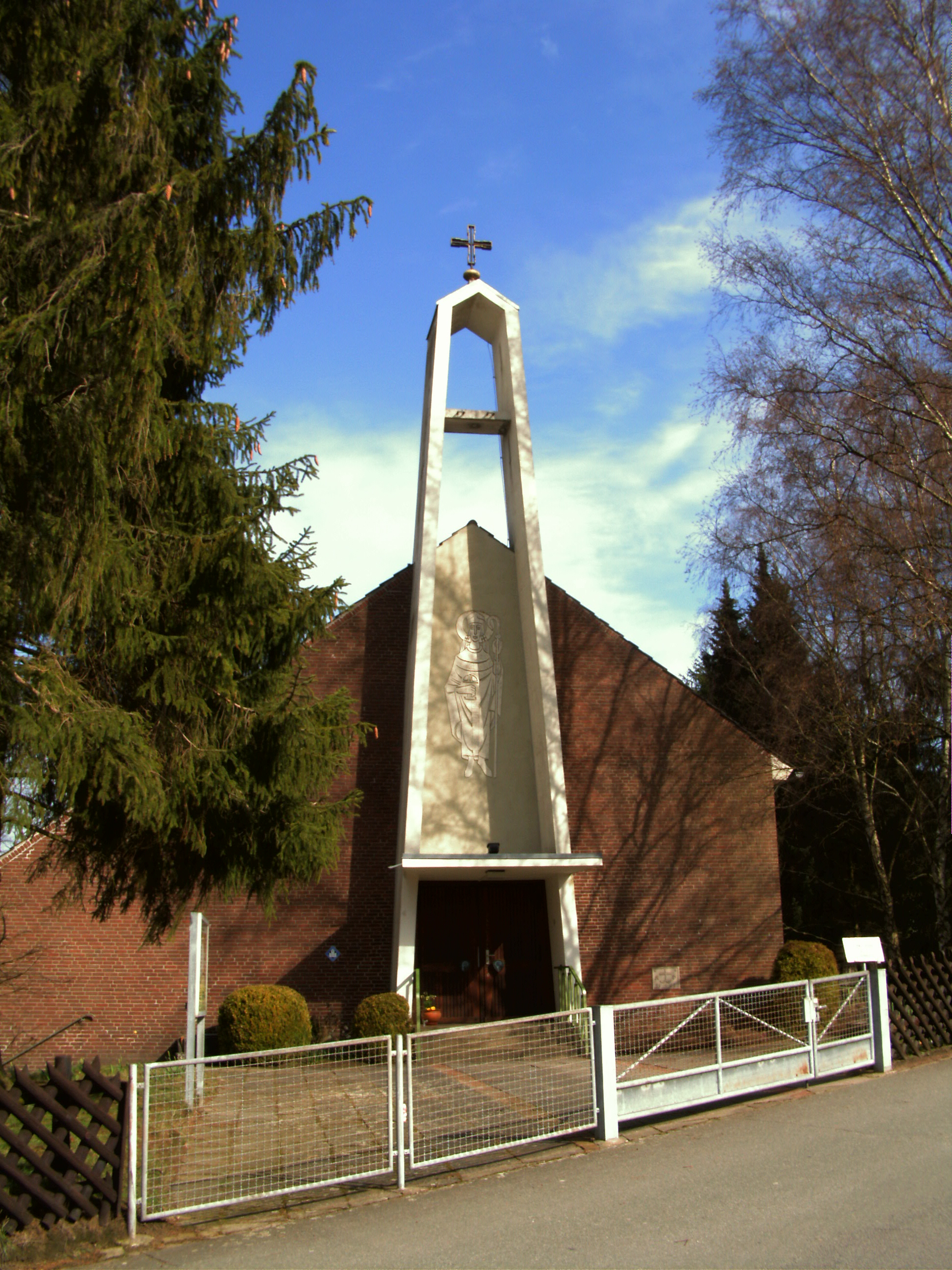
St.-Godehard-Kirche

Die Kirche Sankt Godehard ist die katholische Kirche in Sottorf, einer Ortschaft in der Gemeinde Amelinghausen im Landkreis Lüneburg in Niedersachsen. Sie ist die westlichste Kirche im Dekanat Lüneburg und eine Filialkirche der Pfarrgemeinde St. Marien mit Sitz in Lüneburg im Bistum Hildesheim. Die nach dem heiligen Godehard von Hildesheim benannte Kirche befindet sich im Gärtnerweg 10. Das Einzugsgebiet der Kirche umfasst die Samtgemeinde Amelinghausen und Teile der Samtgemeinden Gellersen und Ilmenau.

## Geschichte
Im Fürstentum Lüneburg wurde im 16. Jahrhundert die Reformation eingeführt. In Amelinghausen, das damals zum Bistum Verden gehörte, wurde 1529 der letzte katholische Pfarrer, Bartold Göming, durch den evangelischen Prediger Johann Korfken (Corbicula) ersetzt. Dadurch wurden die Bevölkerung und die Kirche von Amelinghausen protestantisch.
Durch die Flucht und Vertreibung Deutscher aus Mittel- und Osteuropa 1945–1950 kamen wieder Katholiken in größerer Zahl nach Amelinghausen und die umliegenden Ortschaften, sie stammten überwiegend aus Schlesien.
In der damals noch selbstständigen Gemeinde Sottorf wurde 1961 der Grundstein für die St.-Godehard-Kirche gelegt. Am 31. Mai 1962, dem Fest Christi Himmelfahrt, erfolgte die Benediktion der St.-Godehard-Kirche durch Bischof Heinrich Maria Janssen. Sie war zunächst eine Filialkirche der Kirchengemeinde St. Maria Assumpta in Egestorf.
Seit dem 1. August 2004 gehört die St.-Godehard-Kirche als Filialkirche zur Pfarrgemeinde St. Marien in Lüneburg, die Pfarrgemeinde St. Godehard, Amelinghausen, wurde in diesem Zusammenhang aufgelöst.  Über einen ortsansässigen Priester verfügte die Kirche nie.

## Architektur und Ausstattung
Die Kirche steht in knapp 59 Meter Höhe über dem Meeresspiegel und rund 50 Meter von der Bahnstrecke Lüneburg–Soltau entfernt. Ihr Architekt, Hans-Heinz Hübscher aus Wolfsburg, entwarf auch die Kirchen St. Johannes Maria Vianney (Clenze), St. Raphael (Parsau) und St. Maria Königin (Hitzacker).
Die geostete Kirche wird durch den kreuzbekrönten Eingangsturm an der Westseite betreten. Eine Darstellung über dem Eingangsportal stellt den heiligen Godehard, den Schutzpatron der Kirche, mit dem Hildesheimer Marienreliquiar und Krummstab dar.
Der Altarraum wird durch ein Hängekreuz dominiert. Im Altarraum sind auch das Taufbecken und der Tabernakel, den der Künstler als „Brot des Lebens im Baum des Lebens“ ausgeführt hat, platziert. Zur Ausstattung gehört eine Statue des heiligen Godehard, Fenster stellen Szenen aus seinem Leben dar. Eine weitere Statue zeigt Maria mit dem Jesuskind. Im größten Buntglasfenster ist unter Bischof Godehard und Maria mit dem Jesuskind auch der Sächsische Westriegel des Hildesheimer Domes zu sehen. Die Kreuzwegstationen hängen an den Seitenwänden.